# Гёте, Оливер
Оливер Гёте (род. 14 октября 2004, Лондон, Великобритания) — немецкий автогонщик. В 2024 году будет выступать в Формуле-3 за команду Campos Racing. Является членом программы Red Bull Junior Team.

## Карьера

### Картинг
В 2019 году Гёте дебютировал на международном уровне в картинге и участвовал в чемпионатах Европы и мира в категории ОК, но не финишировал ни в одной гонке. В 2020 году участвовал в серии WSK Super Master Series и Кубке чемпионов WSK.

### Формула-4
В 2019 году Гёте дебютировал в формульных гонках и выступил за команду Drivex School на последнем этапе Испанской Формулы-4. В сезоне 2020 года начал выступать за команду MP Motorsport. В том году шесть раз поднимался на подиум, включая победу на трассе Поль Рикар. Гёте занял пятое место в чемпионате новичков и в общем зачёте.

### Региональный европейский чемпионат Формулы
В 2021 году перешёл в Региональный европейский чемпионат Формулы в команду MP Motorsport. Его напарниками по команде были Франко Колапинто и Кас Хаверкорт. Он набрал свои первые очки во второй гонке первого этапа в Имоле и финишировал девятым. Его единственные другие очки пришлись на вторую гонку в Зандворте, где финишировал десятым. В общем зачёте занял 23-е место, что сделало его 12-м лучшим новичком.

### Открытая Евроформула
В 2022 году Гёте перешёл в Team Motopark на Euroformula Open. Он выиграл чемпионат с 473 очками, 11 победами и 7 поулами. Гёте выиграл все три гонки в Спа.

### Формула-3
В 2022 году Гёте провёл два этапа в Формуле-3 за испанскую команду Campos Racing. Он занял восьмое место в спринтерской гонке на Хунгароринге и четвёртое место в основной гонке в Спа. В 2023 году перешёл в итальянскую команду Trident в качестве постоянного гонщика чемпионата. В 2024 году вернулся в команду Campos Racing.

## Личная жизнь
Отец Гёте, Роальд Гёте, также является автогонщиком. Оливер Гёте является потомком немецкого писателя Иоганна Вольфганга фон Гёте.